# 뉴메탈텍
뉴메탈텍(New metal tech)은 대한민국의 연마봉 열처리 기업이다.

## 연혁

### 창업기: 1997~2001년
사업 및 수상
- 1997년 9월 신금속서비스 설립
- 1998년 6월 시화공장 설립
- 1999년 3월 K-MARK 품질보증 획득
- 1999년 10월 일본 북주구 한국 우량제품 견본시 참가
- 2000년 8월 안양영업소 개설
- 2000년 10월 벤처기업 지정
- 2001년 2월 실용신안 취득
- 2001년 2월 기술개발 시범기업 지정(기업은행)

### 도약기: 2001년~
- 2001년 6월 NEW METAL TECH CO.,LTD 상호명 변경 , 주식회사 전환
- 2001년 12월 시화공장 준공 및 신축이전
- 2003년 1월 정부우수제품전 참가(조달청)
- 2003년 3월 스틸 코일 습식 표면연마장치 특허획득 (제0377972호)
- 2003년 11월 산업자원부 장관 표창[3] 신기술 실용화 촉진대회NOTOS 안장
- 2004년 3월 부산영업소 개설

NOTOS 안장

- 2004년 4월 (주)뉴메탈텍 기술연구소 설립
- 2004년 11월 기술 혁신형 중소기업(NOON-BIZ)인증
- 2005년 9월 QS-9000:1988(품질경영시스템) 인증
- 2006년 3월 고주파 열처리 금속 봉 우수품질(NEP)인증[4]
- 2009년 5월 금속 봉 고주파 열처리 장치 특허 등록[5]
- 2010년 NOTOS 자전거 안장 출시 예정

## 수상
- 2003년 산업자원부 장관상 표창